# Trường Cao đẳng Công nghệ và Kỹ thuật Ô tô
Trường Cao đẳng kỹ thuật quân sự I ,  trực thuộc Tổng cục Kỹ thuật, Bộ Quốc phòng Việt Nam là trường cao đẳng kỹ thuật đào tạo cử nhân kỹ thuật quân sự trình độ cao đẳng, trung cấp cho Quân đội nhân dân Việt Nam

## Lịch sử phát triển
- Tháng 10 năm 1951, tại Liễu Châu - Trung Quốc, thành lập Trường Tiến Bộ- Trường đào tạo lái xe và thợ sửa chữa đầu tiên của QĐND Việt Nam và nước Việt Nam[6]
- Nhà trường trải qua nhiều lần chia tách, sáp nhập, nâng cấp đào tạo và mang các tên gọi khác nhau:
  1. Trường Tiến Bộ (1951-1960);[6]
  2. Trường Trung cấp xe (1967-1980);[6]
  3. Trường Sĩ quan chỉ huy kỹ thuật ôtô (1980-1990)[6]
- Năm 1995 hợp nhất với Trường Đào tạo lái xe thành Trường Trung cấp Kỹ thuật Xe-máy trực thuộc Tổng cục Kỹ thuật[6]
- Ngày 22 tháng 5 năm 2012, Trường Cao đẳng Công nghệ và Kỹ thuật ô tô đã tổ chức lễ công bố quyết định thành lập trường (theo Quyết định của Bộ Giáo dục và Đào tạo) trên cơ sở Trường Trung cấp kỹ thuật Xe-Máy thuộc Tổng cục Kỹ thuật.[6]

## Đào tạo
1. Công nghệ kỹ thuật ô-tô[5]
2. Công nghệ kỹ thuật cơ khí[5]
3. Công nghệ kỹ thuật quân khí[5]
4. Công nghệ kỹ thuật điện-điện tử[5]
5. Công nghệ thông tin[5]
6. Kế toán[5]

## Lãnh đạo hiện nay
- Hiệu trưởng: Đại tá, TS Nguyễn Năng Thắng
- Chính ủy: Đại tá Đỗ Tiến Hùng

## Tổ chức Đảng

### Tổ chức chung
Từ năm 2006 thực hiện chế độ Chính ủy, Chính trị viên trong Quân đội. Tổ chức Đảng bộ trong Trường Cao đẳng Công nghệ và Kỹ thuật ô tô theo phân cấp như sau:
- Đảng bộ Trường Cao đẳng Công nghệ và Kỹ thuật ô tô là cao nhất.
- Đảng bộ Tiểu đoàn trực thuộc Trường Cao đẳng Công nghệ và Kỹ thuật ô tô
- Chi bộ các Đại đội, Phòng, Ban, Khoa đào tạo trực thuộc Trường Cao đẳng Công nghệ và Kỹ thuật ô tô

### Thành phần
Về thành phần của Đảng ủy Trường Cao đẳng Công nghệ và Kỹ thuật ô tô thường bao gồm như sau:
Ban Thường vụ
1. Bí thư: Chính ủy
2. Phó Bí thư: Hiệu trưởng
3. Ủy viên Thường vụ: Phó Hiệu trưởng Đào tạo
4. Ủy viên Thường vụ: Phó Hiệu trưởng Quân sự
5. Ủy viên Thường vụ: Phó Chính ủy

Ban Chấp hành Đảng bộ
1. Đảng ủy viên: Trưởng phòng Chính trị
2. Đảng ủy viên: Trưởng phòng Đào tạo
3. Đảng ủy viên: Trưởng phòng Kỹ thuật
4. Đảng ủy viên: Tiểu đoàn trưởng Tiểu đoàn 1
5. Đảng ủy viên: Tiểu đoàn trưởng Tiểu đoàn 3
6. Đảng ủy viên: Trưởng khoa Chính trị quân sự
7. Đảng ủy viên: Trưởng khoa Công nghệ ô tô
8. Đảng ủy viên: Trưởng khoa Kỹ thuật lái xe

## Tổ chức chính quyền

### Các Phòng, Ban chức năng
- Phòng Tham mưu - Hành chính[7]
- Phòng Chính trị[7]
- Phòng Đào tạo[7]
- Phòng Kỹ thuật[7]
- Phòng Hậu cần[7]
- Ban Tài chính[7]

### Các Khoa đào tạo
- Khoa Công nghệ ô tô[7]
- Khoa Công nghệ cơ khí[7]
- Khoa Điện - Điện tử[7]
- Khoa Công nghệ thông tin và ngoại ngữ[7]
- Khoa Khoa học xã hội và nhân văn[7]
- Khoa Cơ bản kỹ thuật cơ sở[7]
- Khoa Quân sự và giáo dục thể chất[7]
- Khoa Chính trị quân sự[7]
- Khoa Sử dụng và an toàn[7]
- Khoa Tài chính kế toán[7]
- Khoa Kỹ thuật lái xe[7]

### Các Tiểu đoàn quản lý sinh viên
- Tiểu đoàn 1 (Quản lý học viên lái xe)[7]
- Tiểu đoàn 2 (Quản lý học viên lái xe)[7]
- Tiểu đoàn 3 (Quản lý học viên sĩ quan chỉ huy ô tô, trung cấp kỹ thuật)[7]
- Tiểu đoàn 4 (Quản lý học viên Sơ cấp, trung cấp, chuyên tu trung cấp)[7]